# Kai Hermann

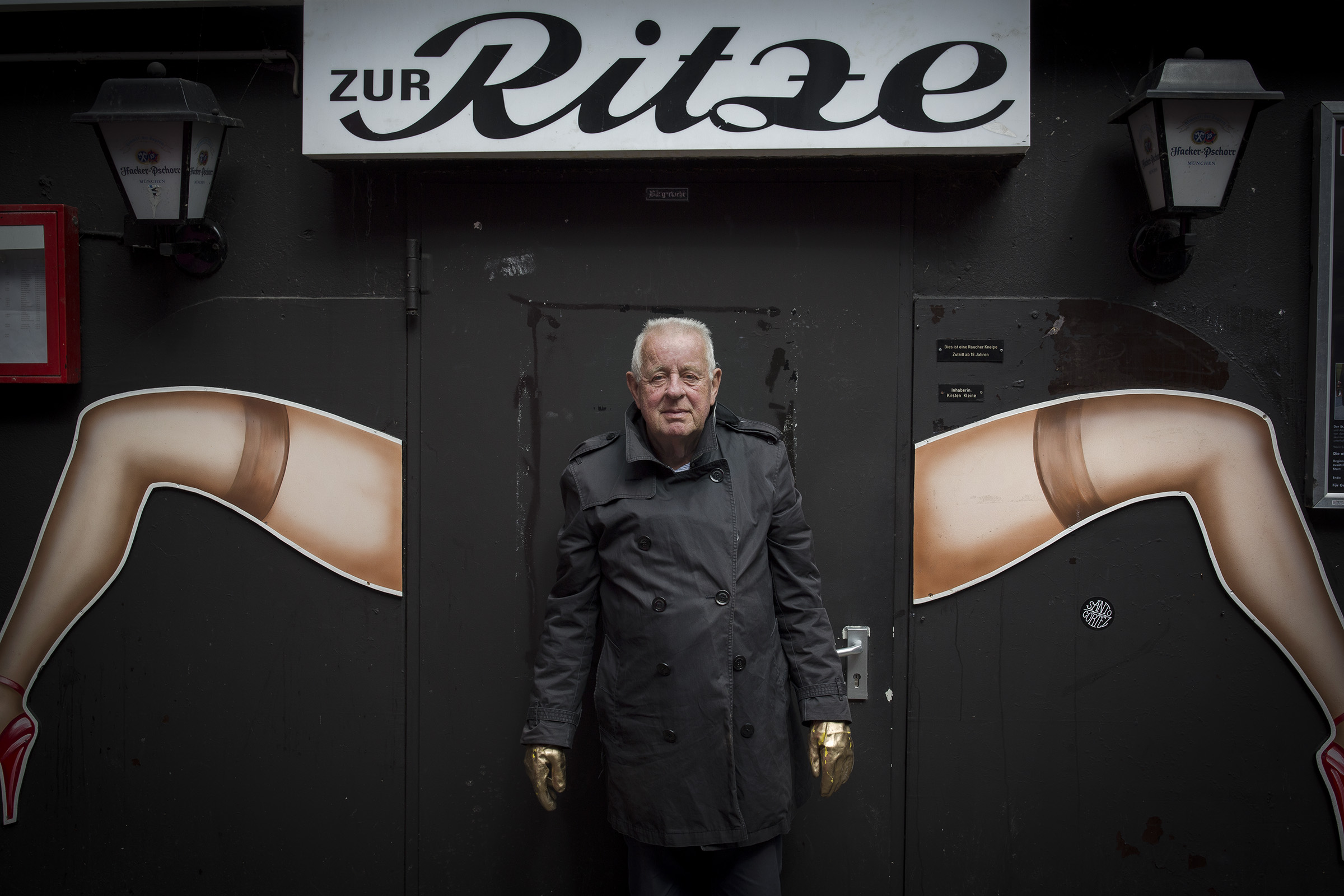
Kai Hermann fotografa na sua cidade natal, Hamburgo (2016)

Kai Hermann (Hamburgo, 29 de janeiro de 1938) é um jornalista e escritor alemão que tem colaborado, dentre outros, com os periódicos Die Zeit e Der Spiegel. Foi laureado com o prêmio Théodor-Wolff, e é o atual ganhador da medalha Carl-v-Ossietzky. Juntamente com Host Riek escreveu Eu, Christiane F., treze anos, drogada, prostituída...